# 最上级重巡洋舰
最上級重巡洋舰為日本帝國海軍建造的重巡洋艦，因倫敦海軍條約內規範的總噸位限制，因此採用輕巡洋艦的名義建造，配備輕巡洋艦的155公厘艦炮，也採用輕巡洋艦的河川命名法則；直到日本退出倫敦海軍條約後，本級艦更換回原始設計的203公厘艦炮，恢復重巡洋艦標準。
本級艦共建造4艘，後兩艘因友鶴事件及第四艦隊事件導致設計有做些微修正，所以有軍事研究者獨立出來稱鈴谷級，但實際戰力差距並不明顯。

## 建造歷史
在古鷹級、青葉級、妙高級、高雄級等12艘重巡服役後，日本帝國海軍的重巡洋艦噸位實際上已用光了1929年倫敦條約簽訂時所明定的10萬8千噸額度，倫敦海軍條約中也決定維持12艘重巡這個現狀而不增加巡洋艦隊規模；然而在所謂的10：6噸位配比下，日本帝國海軍在面對假想敵美國海軍太平洋艦隊時，巡洋艦戰力總數上仍處弱勢，只能千方百計地找漏洞鑽。對日本海軍而言，當時唯一的突破口就只有輕巡洋艦，因為當時服役的17艘輕巡中大部分是5,500噸的級別，還有3艘是噸位更輕的天龍級輕巡洋艦與實驗艦夕張號輕巡洋艦，在10萬450噸的配額內還有2萬噸的空餘可用，如果加上汰換舊船的額度將會更多。而輕巡洋艦只限制主砲口徑，噸位上限仍按照巡洋艦標準規定。
換句話說，只要建造出一種防護力等同重巡洋艦，卻裝著輕巡洋艦主炮的軍艦，依然符合條約規定；而條約未就設計進行限制，即使一開始就設計好可以換裝重巡洋艦主炮，亦不算違反條約。於是日本帝國海軍在1931年（昭和6年）對外公佈第一次軍備補充計畫，決定增建4艘「8,500噸級輕巡洋艦」，這4艘新型艦當時號稱用於汰除天龍級與球磨級輕巡洋艦中的球磨號、多摩號等幾艘軍艦，讓日本海軍有50,995噸的配額可以自由運用，同時開發新型155公厘艦炮。艦艇主設計師為艦政本部第四部部長，造艦上校藤本喜久雄。
建造最上級的初稿則是1930年出爐的「C37」設計案，軍令部要求艦政本部設計新型巡洋艦的技術門檻有：
1. 裝有15門155公厘艦炮，並保有更換為雙連裝203公厘艦炮的彈性
2. 艦體主防護帶要有抵禦155或203公厘艦炮的貫穿力
3. 極速37節，續航力8,000海浬
4. 可滿足執行現有重巡洋艦任務之能力，包括大洋偵蒐，並與敵軍重巡洋艦對抗的戰力[4]

雖然主設計師藤本上校在日本海軍中已經屬於熱衷於引進新技術改良軍艦設計的工程師，但以日本海軍的想法，實際上就是要一艘8,500噸級的巡洋艦具有萬噸級重巡戰力的嚴苛要求。最上級的設計最後仍以高雄級重巡洋艦為草案重新設計，縮減艦橋面積，採用更多的電焊工法減少鉚釘使用，降低噸位；採用鋁合金建造艦體上層結構，運用集中式煙囪與鍋爐艙間來壓縮更多的空餘噸位。雖然海軍內部放寬標準至9,500噸，但實際上仍不敷使用；在海試時已經顯露出壓制噸位所的問題，上層結構過重導致艦體不穩定、主炮射擊時艦體出現裂縫、船身在穩定海象航行仍有變形跡象等接連出現。
1931年，最上號、三隈號輕巡洋艦動工；不過1934年下水時就爆發友鶴事件，剛下水的最上號在圖紙計算後發現船隻復原性有問題，因此進行結構修改。1935年最上號海試時，又發現電焊部位強度不足再度入塢修正；但是最上號開始海試時被列強看出問題，最上級實在太大艘，大到海軍業界私底下沒人相信她的標準排水量只有8,500噸；英國皇家海軍所屬之皇家海軍建設指揮部更表示「除非這艘戰艦用紙造，否則數字肯定有錯」。不過1935年9月第四艦隊事件時最上號也為苦主之一，該場天災造成彈射機上的艦載機受損、艦體外殼由電焊工法製造的部份破裂滲水、第二炮塔因結構受損而無法轉向，於是最上號又再度進塢大修；因此外界對她的狀況無法進一步查知，等到1936年日本退出倫敦海軍條約後，噸位限制也不再算是問題，所以最上級的重大違規問題當時沒有造成太多的風波。
最上級的出現對於同樣簽定倫敦海軍條約的英國、美國而言卻是截然不同的狀況，本級艦正好對應到巡弋殖民地為主要任務，因此採輕火力、薄裝甲換取低噸位，數量多的輕巡洋艦設計，所以當時各國輕巡洋艦沒一艘能制衡此級軍艦；這讓美國海軍與英國皇家海軍都很認真看待這艘超重量級的「輕巡洋艦」，並建造威力更強的同等級輕巡來對抗最上級。包括7艘布魯克林級輕巡洋艦、10艘城級輕巡洋艦都以最上級為標的設計，單單這4艘艦艇讓英美兩國在條約巡洋艦時代耗費珍貴的噸位及預算來應付，也讓開戰時盟軍的艦艇數量更加緊迫；最上級的艦艇設計本身並不算特別優秀，但是卻在其他方面為日本海軍贏取了一點優勢。直到開戰後，英美兩國才知道最上級可以直接更換砲塔升格為重巡，各方都都錯估了這艘艦艇的原始設計方針。
雖然政治方面的干擾不再，但是最上級的技術問題依舊無解，因此後續兩艦（鈴谷、熊野）為了合理化設計而實施艦型修正；艦寬縮減為20.2公尺、標準排水量放寬到11,200噸、極速則略減至35節。等到日本正式退出倫敦海軍條約後，日本海軍為最上級增設水下防魚雷隔艙，滿載噸位則一舉突破1萬3千噸級，回到了高雄級的噸位標準。

## 設計
最上级一開始就打算作為重巡使用，因此在設計上參考了許多妙高級及高雄級的經驗，所以在外觀上沒有繼承任何日本輕巡洋艦特色，而有著十分濃厚的重巡風格。其中一個很明顯的就是前高後低的船體設計，從平賀讓設計日本重巡時此特徵即存在；最上級艦身最高處為艦首，距離水線高7.65公尺、艦身中段距離水線高5.5公尺、艦艉距離水線高只剩4.65公尺。最上級原本也打算使用高雄級的天守閣式艦橋風格與大型桿櫃，但是在友鶴事件後該設計遭推翻，改用一個較小的艦橋結構設計與重量較輕的三腳主櫃替代；鈴谷號建造時艦橋結構再度實施修正以降低艦體重心，但最上級4艘的穩定性都不算好。
在人員適居性上，雖然最上級的人員編制量與重巡洋艦相等，但在日本中型軍艦中她的設計已經是比較善待士兵的艦艇；該艦是日本巡洋艦中第一艘為水手配備三層鐵床，取消了帆布吊床，並且為軍官住艙設計盥洗設備的軍艦。加上在設計時已經考慮南方作戰需求，所以艦內通風設計性較佳，在戰爭中期還有特別為本級艦加裝冰箱，在日本海軍艦艇普遍無視適居性的常態下可說特例。
最上級的主炮也是獨樹一格的部分，日本帝國海軍並沒有亟於汰換當時輕巡洋艦的主炮，因為士兵體格問題讓以人力上彈、裝填為主的輕巡洋艦不適合更換主炮；但為了圓謊，海軍放棄了既有的140及152公厘炮彈標準，在1930年時特別為最上級開發出一款3連裝155公厘艦炮，也就是三年式15.5公分艦炮。該主炮原型1932年完成，1934年完成測試。原本打算作為可達仰角75度防空用的高平兩用艦炮，但是在測試後發現周邊配套不足，因此最後修正成最大仰角55度的艦炮；雖然號稱可拿來對空，但是上彈機只能提供每分鐘5發的供彈速度，加上砲彈本身仍維持藥包、砲彈分離設計，裝填速度受限，所謂的防空性能只有在使用三式彈時可提供極有限的長程對空火力，且命中率不高。

## 服役
四艘最上級本務上已經是作為重巡洋艦使用，所以沒有編入水雷戰隊，而是比照重巡洋艦成立單獨作戰支隊，成為第二艦隊轄下第七戰隊。在1941年底開戰時，主要任務為荷蘭東印度群島戰役的支援任務；巽他海峽海戰一役，最上號、三隈號兩艦偕同日軍艦隊擊沉美國海軍休士頓號重巡洋艦及澳大利亞皇家海軍伯斯號輕巡洋艦，還擊沉數艘盟軍商船。後來第七戰隊參加了印度洋空襲、中途島戰役。
在中途島之役時，第七戰隊因為航艦部隊遭擊沉，因此掩護戰艦本隊撤退；撤退返航途中遭遇大霧，視線不良下最上號撞爛了三隈號，導致美軍戰機得以追上兩艘受創的艦艇，三隈號後遭美軍擊沉、最上號遭重創。返國的最上號在大修時接受了航空巡洋艦改裝工程，拆除艦艉主砲、延長後部甲板，改裝成裝載水上飛機的空間，強化該艦偵蒐能力。
而第七戰隊沒有受損的兩艦，原本計畫用於印度洋破交戰，但是在瓜達康納爾島戰況膠著下也進駐索羅門群島，投入該地戰場。

## 改裝方案
除了既有的航空巡洋艦外，最上級在二戰中期亦曾經計畫實施航空巡洋艦改造案；日本海軍研究者福井靜夫稱日本海軍曾有計畫將首兩艘最上級轉用為防空巡洋艦；該方案將拆除一部分、甚至是所有主砲，安裝更多的雙連裝八九式127公厘高射炮高平兩用砲。此外，在1930年代，後兩艦鈴谷、熊野建造時日本海軍也有直接變更設計建造為防空巡洋艦的計畫；甚至有將最上級全部改造的想法，然而這些計畫只存在於公文討論，並沒有實際設計草圖存世。

## 同级舰
- 最上
- 三隈
- 铃谷
- 熊野